# روبرتو مانغاميرا أنغر
روبرتو مانغاميرا أنغر (المولود في 24 مارس 1947) هو فيلسوف وسياسي برازيلي. تندرج أعماله في تقليد النظرية الاجتماعية التقليدية والبراغماتية، وخضعت أيضًا للتطوير عبر مختلف الفروع بما في ذلك النظرية القانونية، والفلسفة، والدين، والنظرية الاجتماعية والسياسية، والبدائل التقدمية والعلوم الاقتصادية. في الفلسفة الطبيعية، يُعرف له كتاب الكون المفرد وحقيقة الزمن. في النظرية الاجتماعية، اشتُهر أنغر بكتاب السياسة: عمل في النظرية الاجتماعية البنّاءة. في النظرية القانونية، لعب أنغر دورًا في حركة الدراسات القانونية النقدية التي ساهمت في التخلص من الإجماع المنهجي على مدارس القانون الأمريكية. ساعد أنغر عبر نشاطه السياسي في سير المرحلة الانتقالية للبرازيل نحو الديمقراطية بعد نهاية النظام العسكري، وبلغ نشاطه السياسي أوجه عقب تقليده منصب وزير الشؤون الاستراتيجية للبرازيل في عام 2007 ليتقلد المنصب نفسه مرة أخرى في عام 2015. يقدم أنغر من خلال أعماله رؤية للإنسانية وبرنامج لتمكين الأفراد وإحداث التغيير المؤسساتي.
يرى أنغر في جوهر فلسفته أن الإنسانية أعظم من السياقات التي تُوضع فيها. يمتلك كل فرد وفقًا لرؤيته القدرة على الارتقاء إلى حياة أعظم. يؤمن أنغر في جذور فكره الاجتماعي أن العالم الاجتماعي مصنوع ومتخيَّل بالكامل. تنطلق أعماله من فرضية عدم وجود أي ترتيبات اجتماعية، أو سياسية أو اقتصادية، ضرورية أو طبيعية، كامنة خلف النشاط الفردي أو الاجتماعي. بالنسبة إلى أنغر، يمثل كل من حق الملكية، والديمقراطية الليبرالية، والعمالة المأجورة وغيرها مفاهيم صناعية تاريخية عديمة الصلة والأهمية عندما يتعلق الأمر بأهداف النشاط البشري الغني والحر. لا ينبغي وفقًا لأنغر وضع السوق، والدولة والتنظيم البشري الاجتماعي في ترتيبات مؤسسية مسبقة الضبط، بل يجب تركها مفتوحة أمام التجريب والمراجعة بالاعتماد على ما يتوافق مع مشروع التمكين الفردي والجماعي. يرى أنغر أن تحقيق ذلك من شأنه الوصول إلى تحرر البشرية.
نشط أنغر طوال حياته في سياسات المعارضة البرازيلية. كان أحد الأعضاء المؤسسين لحزب الحركة الديموقراطية البرازيلية وعمل على صياغة بيان الحزب. أدار أنغر أيضًا الحملات الرئاسية لكل من ليونيل بريزو وسيرو جوميز، بالإضافة إلى ترشحه لمجلس النواب وإطلاقه حملتي مزايدة استكشافية من أجل الرئاسة البرازيلية. شغل أنغر منصب وزير الشؤون الاستراتيجية في الفترة الرئاسية الثانية للويس إيناسيو لولا دا سيلفا الثانية وفي الفترة الرئاسية الثانية لديلما.

## الانخراط السياسي

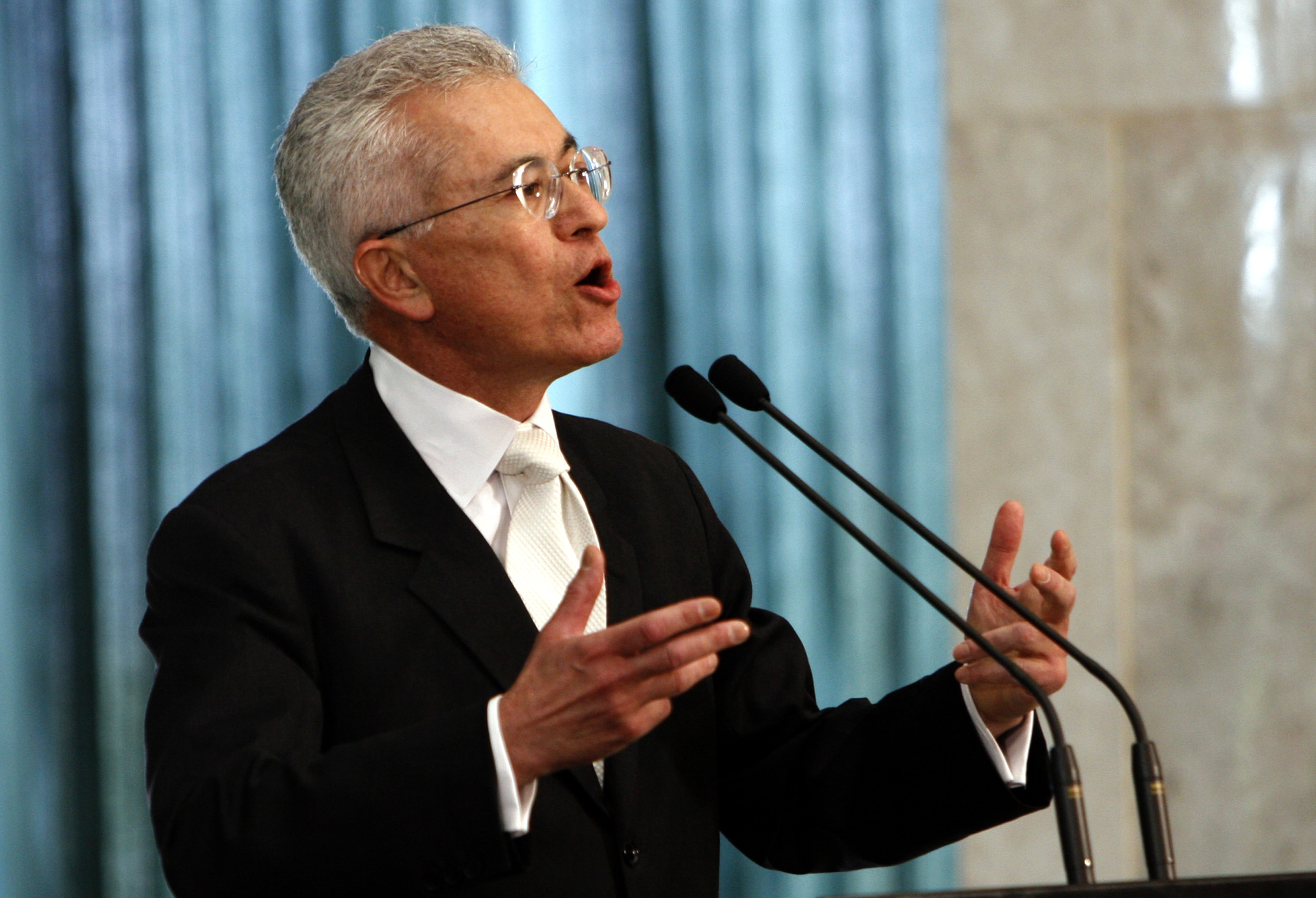
عالl اجتماع البرازيلي روبرتو مانغابييرا أونغر

يمتلك أنغر تاريخًا حافلًا من النشاطات السياسية في البرازيل. عمل في أحزاب المعارضة الأولى ضد الدكتاتورية العسكرية البرازيلية خلال ثمانينيات وتسعينيات القرن العشرين، ووضع مسودة البيان التأسيسي لحزب الحركة الديموقراطية البرازيلية (بّي إم دي بي) في عام 1980. كان أنغر المستشار المقرب لاثنين من المرشحين الرئاسيين، وأطلق حملتي مزايدة استكشافية بنفسه في عامي 2000 و2006. شغل أنغر منصب وزير الشؤون الاستراتيجية في فترة رئاسة لولا بين العامين 2007 و2009، ويعمل حاليًا على عدد من المشاريع الاجتماعية والتنموية في ولاية روندونيا.
يتمثل الدافع وراء انخراط أنغر في العمل السياسي في إيمانه بفكرة إمكانية صنع المجتمع وإعادة صنعه. على عكس ميل وماركس، اللذين افترضا وجود طبقة محددة كوكيل تاريخي، لا يؤمن أنغر بوجود كيان واحد مسؤول عن السياسات التحويلية. يؤيد أنغر خلق ثورة على مستوى العالم، إلا انه، بعكس الحركة الشيوعية، لا يؤمن بقدومها كحدث كارثي وحيد بواسطة وكيل طبقي محدد. بدلًا من ذلك، يعتقد أنغز أن التغيير عملية تدريجية، إذ يمكن استبدال المؤسسات واحدة تلو الأخرى، مع بناء مرونة دائمة في البنى التحتية المؤسسية.

### النشاط السياسي المبكر في سبعينيات وثمانينيات القرن العشرين
بدأ انخراط أنغر في السياسات البرازيلية في أواخر سبعينيات القرن العشرين مع بدء البرازيل في الانتقال إلى مرحلة الديموقراطية. في عام 1979، قدّم أنغر نفسه لحزب المعارضة الرئيسي، الحركة الديموقراطية البرازيلية (إم دي بي)، وعينه قائد الحركة أوليسيس غيماريش رئيسًا للموظفين. شملت مهامه الأولى في الحزب تطوير مواقف الحزب ووضع مسودة المقترحات السياسية الخاصة بممثلي الحزب في الكونغرس. بعد حل نظام الحزبين بواسطة نظام الحكم العسكري وتأسيس النظام متعدد الأحزاب في وقت لاحق من نفس السنة، عمل أنغر على توحيد الليبراليين التقدميين واليسار المستقل غير الشيوعي وضمهم إلى حزب الحركة الديموقراطية البرازيلية (بّي إم دي بي). صاغ أنغر بيان الحزب الأول بوصفه أحد المشاركين في تأسيسه. ترك أنغر الحزب بعد صعود التيار المحافظ، الذي كان جزءًا من الحركة الديموقراطية البرازيلية لكنه استُبعد من التأسيس الأولي لحزب الحركة الديموقراطية البرازيلية.
بعد مغادرته حزب الحركة الديموقراطية البرازيلية في أوائل ثمانينيات القرن العشرين، بدأ أنغر في البحث عن الوكلاء السياسيين لتمثيل كيانات البديل الوطني. في عام 1981، انضم أنغر إلى حزب العمل الديموقراطي البرازيلي (بّي دي تي) بزعامة ليونيل بريزولا، الذي عمل كحاكم سابق لريو دي جانيرو وبرز كشخصية يسارية قبل الديكتاتورية. أسس بريزولا حزب العمل الديموقراطي واعتبره أنغر المعارضة الحقيقية لنظام الحكم العسكري. خلال ثمانينات القرن العشرين، سافر أنغر مع بريزولا عبر البلاد لضم الأعضاء، وتطوير المواقف السياسية واللغة السياسية للحزب.
في عام 1983، شغل أنغر رئاسة مؤسسة الدولة لتعليم القاصرين (إف إي إي إم)، التي تمثل مؤسسة حكومية للأطفال المشردين، بعد تعيينه في هذا المنصب من قبل بريزولا، الذي كان آنذاك في فترة ولايته الثانية كحاكم لريو دي جانيرو. خلال فترة عمله التي استمرت لعام واحد، بدأ أنغر في تطبيق عمليات الإصلاحات الجذرية على المؤسسات، مثل فتح الباب أمام عمليات التبني الدولية وإعادة دمج الأطفال مع عائلاتهم. أنشأ أيضًأ العديد من المنظمات المجتمعية المعنية بتقديم المساعدة إلى العائلات في المناطق الفقيرة بهدف تجنب حالات التخلي عن الأطفال.